# Batalla del Estrecho (1274-1350)
La batalla del Estrecho fue una serie de enfrentamientos bélicos de 1274 a 1350, durante la «Reconquista», entre los reinos de Castilla, Aragón, el Sultanato Benimerín y el Reino nazarí de Granada que afectó a la zona del Estrecho de Gibraltar. Esta fase se caracterizó por el continuo cambio de alianzas y por las batallas de asedio que sufrieron algunas ciudades como Algeciras, Tarifa y Gibraltar.
Tuvo su origen a raíz de la llegada de los castellanos a la zona del Estrecho y la petición de ayuda de los nazaríes al reino norteafricano de los benimerines, quienes a cambio de las plazas de Algeciras y Tarifa desembarcaron en la Península enfrentándose a las tropas castellanas.

## Antecedentes

### La desintegración de Al Ándalus
Con la decadencia almohade, tras su derrota en la batalla de las Navas de Tolosa (1212), se sucedieron las rebeliones contra el poder almohade en al-Ándalus. Así surgieron los primeros focos importantes en Baeza, liderados por Al-Bayyasi que sometió gran parte de al-Ándalus hasta su asesinato en 1226; en Valencia con Zayyan ibn Mardanish que resistió hasta 1238.
El siguiente foco sería Murcia donde el líder perteneciente a la dinastía hudita llamado Ibn Hud logró apoderarse de la mayor parte de Al-Ándalus, con excepción de Valencia, que permaneció en manos de Zayyan ibn Mardanish. Su poder se extendió a ciudades como Córdoba, Sevilla, Málaga y Almería entre otras. A pesar de su éxito inicial, Ibn Hud también tuvo que hacer frente a la presión reconquistadora de los cristianos, así Fernando III de Castilla desde Toledo se dirigió con su ejército hacia Úbeda, ciudad que capituló en 1233.
Este fracaso evidenció la impotencia de Ibn Hud para contener el avance cristiano por lo que a fin de poder enfrentarse a sus rivales de Sevilla y Arjona acuerda treguas con el rey castellano, pagándole parias de mil dinares diarios. Por otra parte, en el territorio de Arjona se alzó Muhammad ibn Nasr que inmediatamente inicia la expansión territorial tomando Guadix, Baza y Jerez de la Frontera. Las conquistas continúan en 1233 con la adhesión de Porcuna, Córdoba y Jaén, ciudad esta a donde trasladará su capital.
La lucha entre Ibn Hud y Ibn Nasr se centró en Sevilla y Córdoba, ambas ciudades reconocieron a Muhammad ibn Nasr hasta que en 1234 se sublevaron y se unieron a Ibn Hud. Sin embargo Ibn Hud no pudo salvar Córdoba, la capital del antiguo Califato, que cayó en manos de los cristianos el 29 de junio de 1236, conmocionando al mundo musulmán. Ibn Hud acabaría convirtiéndose en vasallo de los castellanos, lo que fomentó la rebelión contra su gobierno. Ibn Hud fue asesinado en Almería en 1238.
Muhammad ibn Nasr aprovecha la coyuntura para tomar sucesivamente, y a lo largo de 1238, Almería, Málaga y Granada donde fijará su nueva capital proclamándose rey con el nombre de Muhammad I. Las pérdidas frente a los cristianos motivaron que Muhammad I consolidara su posición en los territorios pertenecientes a Granada, Almería, Málaga, la campiña cordobesa, algunas plazas de Jaén y la zona del Estrecho.

### El avance cristiano
En 1238 Muhammad I consigue el máximo dominio territorial que alcanzará la dinastía nazarí aunque solo lo mantendrá durante ocho años, ya que esta gran expansión territorial va a despertar el recelo de los reinos cristianos, especialmente del rey castellano Fernando III quien, en la primavera de 1244, conquista Arjona y, tras sitiar infructuosamente Granada durante veinte días, cerca la ciudad de Jaén hasta obligar a Muhammad I a pactar, en 1246. El pacto de Jaén obliga al monarca nazarí la entrega de la ciudad y a declararse vasallo del rey cristiano.
El avance cristiano de Fernando III se dirigió contra el valle del Guadalquivir. Primero sometió a Córdoba, que capituló el 29 de junio de 1236. 
Entre 1240 y 1243 sus conquistas se extendieron en abanico sin encontrar apenas resistencia: Almodóvar del Río, Luque, Lucena, Montoro, Aguilar de la Frontera, Baena, Écija, Marchena, Morón de la Frontera, Osuna y Estepa entre otras.
A Fernando III se le plantearon dos frentes, seguir avanzando por Andalucía y Murcia. El primero decidió reservárselo para él y para el segundo envió a su hijo primogénito, el príncipe Alfonso. El siguiente objetivo era la ciudad de Jaén, importante baluarte defensivo del reino nazarí, que ya había estado bajo asedio en 1225, aunque fracasó. En 1228 volvió Fernando por aquellas tierras con igual resultado y en 1230 volvió a cercar Jaén y los alrededores fueron saqueados. El último sitio se prolongó desde mediados de diciembre de 1245 hasta febrero de 1246. Finalmente, Muhammad ibn Nasr entregó Jaén y reconoció el dominio del rey Fernando de sus tierras, el Reino de Granada, en vasallaje.
En 1248 el rey Fernando ordenó el bloqueo por tierra y mar de la ciudad de Sevilla, la capital almohade, que se rindió tras superar las cadenas del río que protegía la ciudad.
En 1248 el príncipe Alfonso comenzó la conquista de la taifa de Murcia que le correspondía en virtud al Tratado de Almizra (1244) por lo que las ciudades de Villena, Alicante, Elche, Orihuela, Murcia, Lorca y Cartagena fueron incorporadas a la Corona de Castilla. A partir de 1252 el rey Alfonso X comenzó la campaña para ocupar las tierras próximas al Estrecho, así en 1260 ocupó el Puerto de Santa María, en 1262 conquistó Cádiz y Alcalá de los Gazules y dos años después sometió Jerez y Vejer quedando la zona limítrofe con el reino nazarí.

### Los benimerines
Los marínidas fueron una tribu nómada del este del Magreb, migraron luego a la cuenca del río Muluya en el sudeste marroquí. Expulsados de su base sureña, los benimerines se movieron al norte guiados por Abu Yahya ibn Abd al-Haqq y tomaron Fez en 1244, convirtiéndola en su capital. Una vez instalados en Fez, declararon la guerra a los debilitados almohades con la ayuda de mercenarios cristianos. En 1269 Abu Yúsuf Yaaqub (1259–1286) capturó Marrakech y se hizo con el control de gran parte del Magreb hacia el final de 1268, incluyendo el actual norte de Marruecos, el norte de Argelia y Túnez. El principal escollo de los benimerines para la unificación del Magreb será el sultán de Tlemecén.

## La frontera en el Estrecho
El marcado carácter fronterizo de esta zona ha quedado en la toponimia actual, ya que son varios los pueblos que conservan el epíteto de "la Frontera" en sus nombres. En 1265 quedó definida la frontera entre Castilla y el reino nazarí en la zona del Estrecho. Las poblaciones Vejer de la Frontera, Medina Sidonia, Arcos de la Frontera y Alcalá de los Gazules quedaron como baluartes cristianos. Por su parte la línea defensiva nazarí se centraba en Tarifa y las plazas fuertes como Jimena de la Frontera y Castellar de la Frontera que defendían el acceso a Málaga. Otras poblaciones menores eran Algeciras y Gibraltar. El sistema se completaba con una serie de torres almenaras que vigilaban tanto los pasos terrestres como la costa, tales como Torre de los Adalides, Torre de Botafuegos o Torre de Entrerríos

## La batalla por el Estrecho

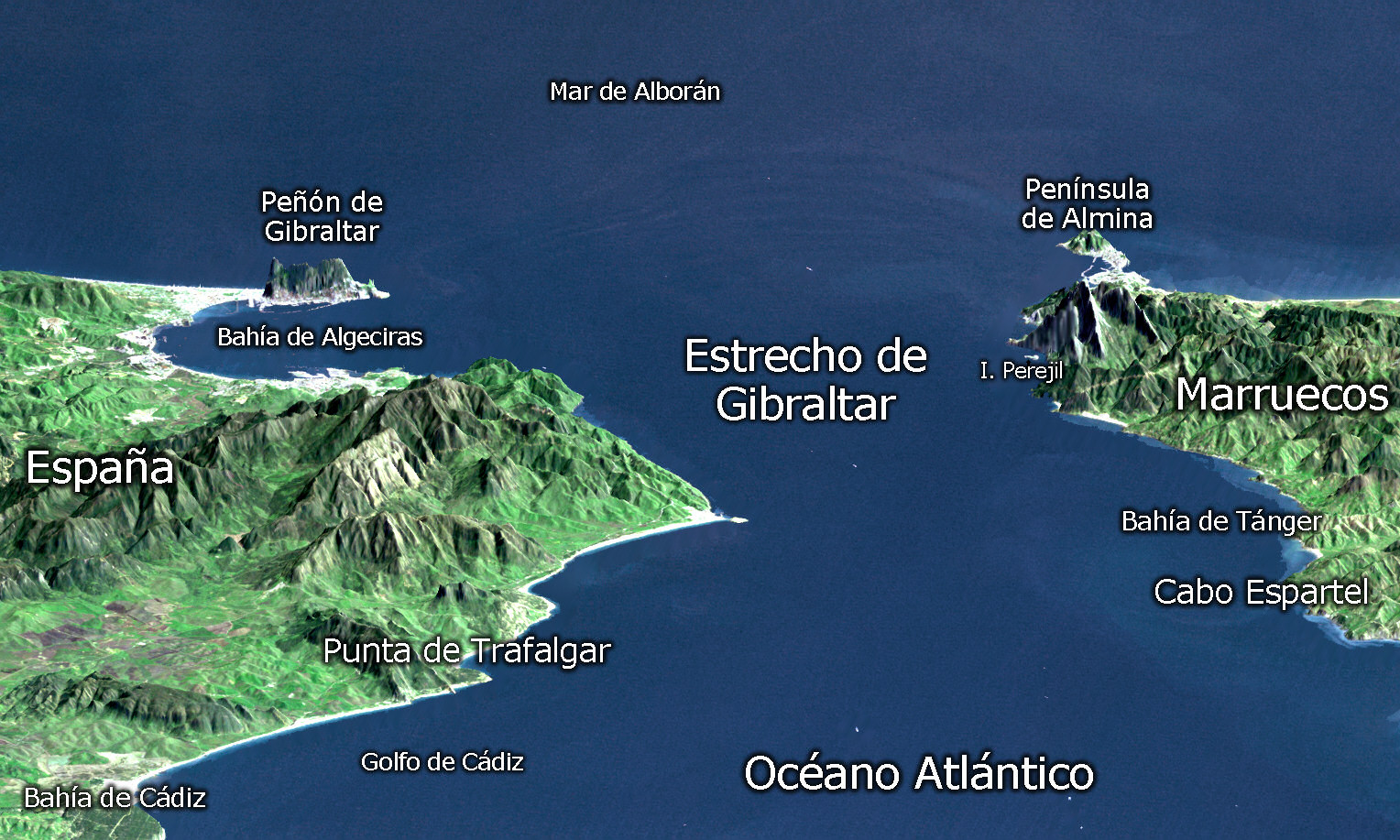
Topografía del estrecho de Gibraltar. En el centro de la imagen, Punta Tarifa.

Con el fracaso de la Revuelta mudéjar de 1264, Muhammad I se ve enfrentado a una revuelta de los Banu Asqilula, familia emparentada con los Banu Nars y que controlaba las poblaciones de Guadix, Comares y Málaga, y que contaban con la ayuda cristiana. Ante esta situación solicitó ayuda al sultán benimerín Abu Yusuf, que ya se había enfrentado a los castellanos cuanto estos tomaron la ciudad de Salé en 1260. Pero este no puede acudir al hallarse en guerra contra el reino de Tlemecén.
Pese a la disputa con Castilla, el reino de Granada no rechaza tener una política exterior expansionista en la zona del Estrecho. Así, en 1262 Muhammad I intenta la conquista de Ceuta, ciudad independiente, aunque fracasará estrepitosamente al sufrir una severa derrota.

### Las primeras razzias de los benimerines (1275-1279)
Su sucesor Muhammad II conseguirá derrotar a la familia rebelde en 1273. Un año después concertó un tratado con Alfonso X por el cual el soberano nazarí daba «250 000 maravedíes para la ida al imperio en plata lo que pudiese y en doblas, contada la dobla a 7 maravedíes». La presión a la que estaba sometido le obligó a solicitar nuevamente ayuda a los benimerines, que esta vez acudieron.
Las tropas del sultán Abu Yusuf desembarcaron en Tarifa el 13 de mayo de 1275 convirtiéndola en su base de operaciones desde donde saquearon los campos próximos a Jerez de la Frontera entre mayo y julio. Entre agosto y septiembre los benimerines dirigidos por el sultán saquearon las tierras de Sevilla, Córdoba y Jaén; y a su vuelta sorprendieron al adelantado de la frontera en Écija, Nuño González de Lara el Bueno, que fue muerto en batalla. Finalmente Abu Yusuf volvió a saquear los campos de Sevilla y Jerez antes de retirarse, tras conocer que un ejército castellano al mando del infante Sancho se dirigía a su encuentro. Regresó a Marruecos a finales de 1276. Ese mismo año recibió de los nazaríes la población de Algeciras.
En 1277 Abu Yusuf regresó a la península y emprendió razzias contras las poblaciones de Sevilla, llegando a tomar los castillos de Guillena, Cantillana y Alcolea del Río. Su hijo Abu Yaqub dirigió una campaña por el sur donde llegó a saquear Rota, Sanlúcar y el Puerto de Santa María. A finales de año el sultán sometió a sitio a Córdoba, saqueando los arrabales durante tres días, Alfonso X ante este panorama solicitó la paz que fue firmada el 24 de febrero de 1278 en Algeciras. Abu Yusuf regresaba nuevamente a Marruecos.
En 1279 el walí de Málaga, Abu Mahummad ibn Asqilula, perteneciente a la familia rival al poder de los Banu Nasr, murió combatiendo al lado de los benimerines contra los cristianos. Muhammad II creyó que el sucesor entregaría la ciudad a su soberanía, pero este la entregó a los benimerines que establecieron una guarnición en la ciudad.

### Las alianzas diplomáticas (1280-1302)
Las relaciones entre los benimerines y los nazaríes se enfrían como consecuencia de la soberanía de Málaga, pero ese mismo año Alfonso X decidió romper la tregua e inicia el sitio de Algeciras. Muhammad preparó una armada y ayudó a su aliado norteafricano. El fracaso castellano se completó con un desastre naval, al tiempo que Muhammad aprovechaba para tomar al asalto Málaga.
La situación se complicaba para el sultán nazarí, pues la toma de Málaga le enemistó con el sultán benimarín, a la vez que su participación en el sitio de Algeciras la enemistad de Alfonso X.
Así en 1279 se entrevistaron Alfonso X y Abu Yusuf en la ciudad de Algeciras para concretar una alianza militar contra Granada. Las tropas castellanas asolaron la Vega de Granada hasta su derrota en el desastre de Moclín donde el maestre de Santiago, Gonzalo Ruiz Girón encontró la muerte junto con 2800 soldados. Los benimerines atacaron la serranía malagueña, poniendo sitio a Ronda y ocupando Cártama, Fuengirola, Coín y Estepona. La paz se alcanzó en 1281 siendo devueltas las poblaciones a los nazaríes.
La sublevación del infante Sancho contra su padre el rey en 1282, fue aprovechada por los nazaríes para concretar una alianza con el díscolo infante. Sin embargo las fuerzas combinadas lo cercan en Córdoba y saquean las tierras de Jaén (1282). La siguiente campaña (abril-mayo de 1283) permitió a los benimerines hacerse con las poblaciones de Coín, Cártama, Estepona y Fuengirola; al tiempo que ponían sitio a Málaga. Muhammad II aprovechó la situación para acercarse al hijo de Abu Yusuf, Abu Yaqub, para que intercediera ante su padre para negociar una paz. La acción tuvo éxito y ese año se firmó una alianza, con ello los benimerines rompieron su alianza con Castilla y saquearon las tierras de Sevilla, Carmona, Écija y sometieron a asedio a Jerez. Ese mismo año Granada firmaba una alianza con la corona de Aragón.
Con la muerte de Abu Yusuf en 1286 le sucedió su hijo Abu Yaqub quien devolvió las plazas conquistadas a Muhammed II, salvo Algeciras, Tarifa y Ronda, y firmó la paz con Castilla. En 1291 Jaime II ponen fin a la enemistad con Castilla y firma el Tratado de Monteagudo que garantizaba seguir la guerra contra los musulmanes. La situación cambia nuevamente cuando los benimerines rompieron la tregua, Sancho IV y Muhammed II firmaron una nueva alianza por el deseo del granadino de obtener las plazas en el Estrecho en manos norteafricanas.
Las tropas castellanas tomaron Tarifa en 1292, pero el rey Sancho IV se negó a ceder la plaza lo que provocó que Muhammad II firmara la paz con los Benimerines (1295). Los benimerines, apoyados por el infante Juan de Castilla que se hallaba en rebeldía contra su hermano Sancho IV, fracasaron en el asedio de 1294 a Tarifa, defendida por Guzmán el Bueno.
El emir nazarí realizó las negociaciones diplomáticas para oponerse al reino de Castilla, aprovechando la minoría de edad de Fernando IV, sucesor de Sancho IV. La paz con los benimerines le permitió recuperar las plazas de Algeciras y Ronda, a lo que le siguió la alianza con Aragón en 1296 justo cuando el rey conquistaba el reino de Murcia, aprovechando la crisis entre el rey castellano y los regentes. Muhammad II aprovechó la coyuntura para iniciar una guerra fronteriza (1295-1303) y renovar la alianza con Aragón en 1299.

### De la alianza con los benimerines hasta la Tregua de 1331

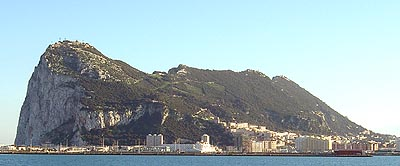
Vista de Gibraltar, tomada por Fernando IV el 12 de septiembre de 1312.

Muhammad II había conseguido hacerse fuerte frente a Castilla, aliándose con Aragón y con los benimerines, pero la expansión aragonesa por el reino de Murcia (1296-1300) no sentó bien en Granada. El miedo a tener dos vecinos poderosos llevó al emir nazarí a intentar romper la tregua, sin conseguirlo ante la presión aragonesa por renovarlo (1302). La política exterior granadina dio un giro importante con el nuevo emir, Muhammad III, quien si previo aviso firmó un nuevo tratado con Castilla (1303), convirtiéndose en vasallo del rey Fernando IV.
Muhammad III rompió definitivamente con Aragón cuando ordenó una razzia que llegó hasta el sur de Valencia en 1304. Dos años después emprendió la conquista de Ceuta, bajo soberanía teórica de los benimerines, e intervino en los asuntos norteafricanos cuando, a la muerte de Abu Yaqub (1307), envió al príncipe benemerín Uthmán b. Abi-l-Ula para luchar por el trono de Marrakech.
Al mismo tiempo las coronas de Castilla y Aragón acordaban la paz en el conflicto por Murcia en la Sentencia Arbitral de Torrellas (1304) y el Tratado de Elche (1305), por lo que dejaban en una posición delicada al reino de Granada enemistado con las grandes potencias y a Muhammad III enfrentado al descontento interno.
En 1308 los reinos de Castilla y Aragón acordaron en el Tratado de Alcalá de Henares iniciar la guerra contra Granada. Se aprobó con la anuencia de ambas partes que las tropas del reino de Castilla y León atacarían las plazas de Algeciras y Gibraltar, mientras que los aragoneses conquistarían la ciudad de Almería. En 1309, mediante el Tratado de Fez, se unió a esta coalición el sultán benimerín, interesado en recuperar Ceuta.
Las operaciones se iniciaron ese mismo año cuando la flota aragonesa de Jaime II atacó Almería, mientras los benimerines, con ayuda aragonesa según el Tratado de Barcelona recuperaban Ceuta, que se rebeló contra el dominio nazarí. Las tropas castellanas, por su parte, emprendieron el sitio de Algeciras.
La situación en las fronteras nazaríes hizo que una facción nobiliaria destronara al emir Muhammad III y proclamara a su hermano Nasr emir. Rápidamente se puso en contacto con los benimerines con los que concretó la paz reconociendo la toma de Ceuta a cambio de la devolución de Ronda y Algeciras, todavía bajo asedio cristiano. La ruptura del acuerdo tripartito hizo que fracasaran tanto el asedio a Almería como a Algeciras (el infante Juan de Castilla desertó del asedio por disputas con su sobrino el rey), que fueron levantados en 1310, los castellanos solo pudieron tomar Gibraltar.
La Tregua de 1310 significó la paz entre los contendientes, a la vez que obligaba a Granada a pagar 11 000 doblas en concepto de parias, devolver algunas plazas en la frontera jiennense y aseguraba la soberanía nazarí sobre Algeciras y Ronda. La tregua generó descontento entre ciertas facciones nobiliarias, que encabezadas por Abu Said, Faray, primo de Muhammad II, destronaron a Nasr en favor de Ismail I, hijo de Faray, en 1314.
La situación de tregua fue rota en 1314 cuando los castellanos intervinieron en favor de Nasr, refugiado en Guadix, sin embargo los nazaríes de Ismail contaron con la ayuda de Yahya b. al Azafi, señor de Ceuta, que logró derrotar a una escuadra castellana en 1316 y sitiar Gibraltar en 1317, aunque no logró tomarla. Los castellanos, dirigidos por el infante Pedro de Castilla, tutor del rey Alfonso XI que era menor de edad, emprenden una campaña en la frontera del Reino de Jaén logrando tomar varias plazas como Cambil (1316) y Belmez de la Moraleda en 1317. 

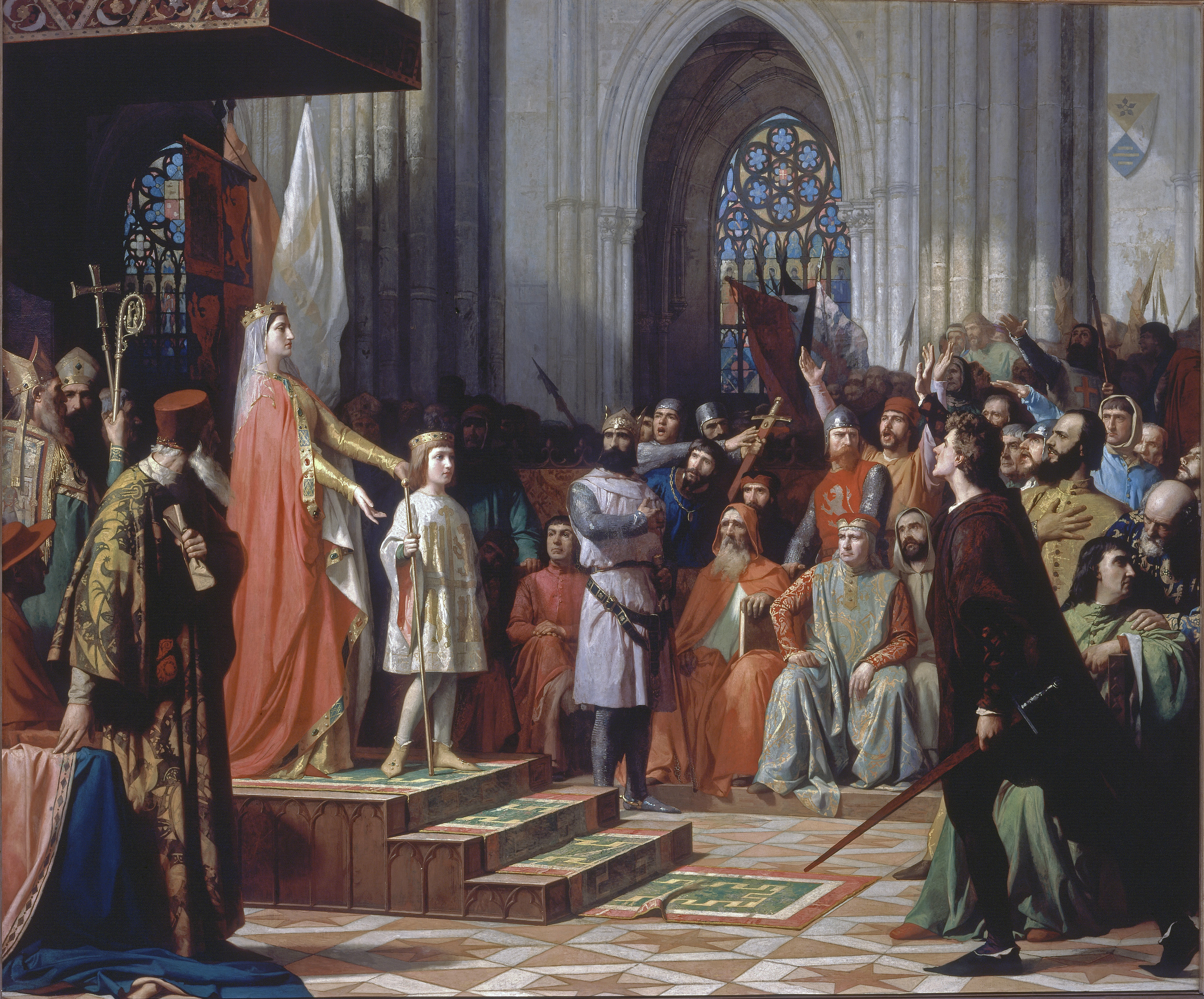
El infante D. Pedro (centro de la imagen) se rebeló contra la Corona en 1294 y 1309. Tutor de Alfonso XI, murió en Granada en 1319

Sin embargo el avance cristiano se frenó en seco con la derrota en la Vega de Granada (1319) donde perdieron la vida los infantes Pedro y su tío Juan de Castilla. La tregua de 1321 permitió al sultán Ismail recuperar algunas plazas (Huéscar, Orce y Galera) y tomar Martos en 1325, año de su asesinato. El reino de Aragón renovó la paz con Granada en 1321.
Cuando el rey Alfonso XI de Castilla alcanzó la mayoría de edad comenzó una campaña expansiva contra Granada que le llevó a capturar las plazas de Olvera Torre Alháquime y Pruna, lo que obliga a los nazaríes a solicitar la ayuda de los benimerines que desembarcan en 1328, tras ocupar Ceuta, obteniendo Algeciras, Ronda y Marbella como posesiones en 1329. 
Castilla obtiene la ayuda del rey aragonés Alfonso IV, preocupado por la ruptura del equilibrio en el Estrecho, que facilitó la conquista de la zona de la serranía de Ronda tras la batalla de Teba. Finalmente la campaña terminará con la Tregua de 1331 entre Castilla y Granada, por la que esta última se comprometía al pago de 12 000 doblas de parias anuales.

### La etapa final de la batalla del Estrecho (1331-1350)
Muhammed IV, hijo de Ismail I, insatisfecho de la tregua firmada en 1331, solicitó ayuda a los benimerines. Estos, tras la muerte de Abu Said Uthman II, había elegido a Abu al-Hasan 'Ali enérgico caudillo decidido emprender la guerra contra los reino cristianos. Así en 1332 el hijo del sultán benimerín, Abd al-Malik, desembarcó y saqueó las tierras colindantes, mientras los nazaríes atacaban la frontera castellana en Jaén y Murcia. El mayor éxito de los benimarines fue la toma de Gibraltar en 1333, mal defendida y que se convirtió en la plaza fuerte de los norteafricanos. No obstante los problemas internos en Granada favorecieron las intrigas de los Abu l-Ula, temerosos del creciente poder benimerín en el reino, así, en 1333 asesinaron a Muhammed IV siendo sustituido por su hermano Yusuf I, que exilió a los rebeldes.
La tregua de 1333 se convirtió en paz al año siguiente. El reino de Aragón se unió a esta paz con Alfonso IV y renovada con Pedro IV el Ceremonioso, rey de Aragón desde 1336. Abu al-Hasan 'Ali utilizó estos años de paz para atacar al vecino reino de Tlemecén.
En 1338, al expirar la tregua, las fuerzas benimerines lideradas por Abd al-Malik desembarcaron nuevamente, saqueando las tierras de Jerez, Lebrija y Sevilla. Sería aquí donde el caudillo norteafricano encontró la muerte frente a las tropas dirigidas por el maestre de Alcántara Gonzalo Martínez de Oviedo. El éxito castellano fue contrarrestado con la victoria naval de los benimerines en 1340 sobre la flota castellana dirigida por almirante mayor de la mar Alonso Jofre Tenorio, que murió en la batalla.
Deseoso de conquistar Tarifa y derrotar a los castellanos, el sultán Abu al-Hasan Ali pasó el Estrecho con su ejército y comenzó el cerco de Tarifa, por su parte, el ejército cristiano (compuesto por tropas castellanas y portuguesas) obligó a presentar batalla a los benimerines cerca de Tarifa. La batalla del Salado supuso el triunfo definitivo de Alfonso XI sobre las tropas norteafricanas que se retiraron a sus bases, y permitió al rey castellano tomar en 1341 las poblaciones de Alcalá la Real, Rute, Priego de Córdoba y Benamejí ante las dificultades de los granadinos.
Al año siguiente el rey Alfonso XI puso sitio a Algeciras. Los nazaríes intentaron socorrer a la población, pero fueron vencidos en las riberas del río Palmones (1342), igual que los benimerines en la batalla naval cerca de Estepona. Finalmente en 1344 las tropas castellanas tomaban Algeciras, dejando a Gibraltar como único baluarte benimerín en la Península.
En 1344 se acuerda una tregua por 10 años entre Castilla, Granada y los benimerines. Yusuf I se comprometía a pagar 12 000 doblas de parias anuales. Un año más tarde se firmó la tregua entre Aragón y Granada.
Alfonso XI respetó la tregua hasta 1349, cuando decidió la toma de Gibraltar, a la que puso sitio en verano. Sin embargo, el avance de la plaga de la peste negra por Europa alcanzó el campamento cristiano en el que falleció el rey y Gibraltar quedaba como único baluarte benimerín en la península ibérica hasta su caída en poder granadino en 1374.

## Epílogo
Si bien la batalla del Estrecho concluye en 1350 con la muerte de Alfonso XI, quedando reafirmado el poder castellano en la zona, los enfrentamientos entre las potencias se sucedieron hasta 1462, veinte años antes del estallido de la Guerra de Granada, última fase de la Reconquista.
Los benimerines entraron en un periodo de decadencia y luchas contras sus enemigos los wattásidas y el reino de Tremecén. Abu al-Hasan 'Ali tuvo que hacer frente a la rebelión de su hijo Abu Inan Faris, que se alzó como sultán. Granada aprovechó esta coyuntura para influir en las luchas dinásticas norteafricanas y obtener beneficios, lo que supuso la cesión de Ronda en 1362, la conquista de Gibraltar en 1374 y la ocupación de Ceuta entre 1384 y 1386.
La gran beneficiaria, Castilla, quedaba como dueña de las plazas del Estrecho, salvo Gibraltar, pero las guerras civiles posteriores facilitaron la supervivencia del Reino de Granada y desviaron su atención en la zona del Estrecho. Como consecuencia Muhammad V aprovechó la guerra civil castellana para saquear algunas plazas y recuperar otras como Algeciras en 1369, la cual se hallaban escasamente defendida. No obstante la difícil defensa de la ciudad hizo que los nazaríes la destruyeran y la abandonasen en 1379.
En 1405 el sultán Muhammed VII inició una nueva campaña, que se tradujo en el Estrecho, con una derrota naval de la flota meriní, quienes apoyaban a los nazaríes. La rebelión de Gibraltar (1411) significó el último intento de los benimerines de mantener influencia en la Península. La ciudad, ocupada en 1374 por los nazaríes, se rebeló contra el gobierno de Yusuf III, sucesor de Muhammad VII, pero tras un breve asedio la ciudad pudo ser recuperada.
La Corona de Aragón se mantuvo fuera del Estrecho tras el fracaso de la toma de Almería en 1310. La monarquía aragonesa había orientado su política hacia el Mediterráneo oriental, presionado por la burguesía mercantil, sobre todo catalana. El Tratado de Anagni (1295) permitió al rey Jaime II obtener los derechos sobre Cerdeña y Córcega pero trajo consigo la rivalidad de la República de Génova, rival comercial de Aragón, unido a la rivalidad del Reino de Francia y del Reino de Nápoles (gobernado por una rama colateral francesa) desde la conquista aragonesa de Sicilia en 1282. Los monarcas aragoneses decidieron sacrificar una posible influencia en el Estrecho para garantizar sus posesiones en el Mediterráneo. Por su parte, el Reino de Portugal, se convirtió en nuevo actor en el área del Estrecho. Los portugueses tomaron Ceuta en 1415, que resistiría un contraataque benimerín en 1419; saquearon Tetuán en 1437, y tomaron Alcazarseguir en 1458 y Tánger en 1471 cuando ya el poder benimerín había desaparecido.
El final de la lucha por el Estrecho concluye con la toma de Gibraltar en 1462 por parte de los castellanos, superando el intento fracasado en 1436. Con ello, el Estrecho quedaba en manos castellana en su parte europea (Tarifa, Algeciras, Gibraltar) y en manos portuguesas en la zona africana (Tánger y Ceuta). La Reconquista finalizaba en la zona del Estrecho de Gibraltar, y se abría una etapa rivalidad y de expansión norteafricana entre ambos estados peninsulares.

## Evolución política del Estrecho (1274-1350)

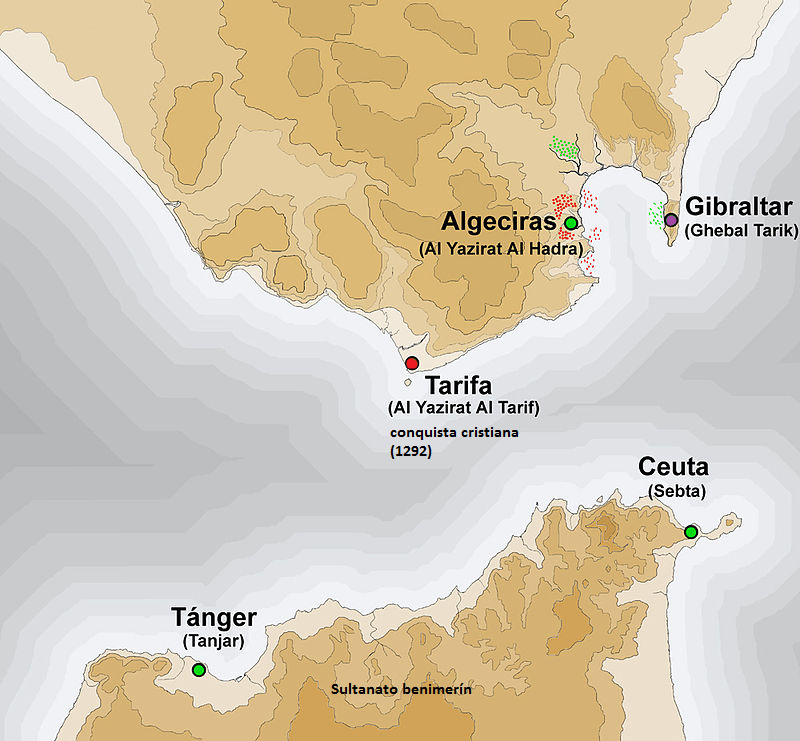
1274 a 1306.
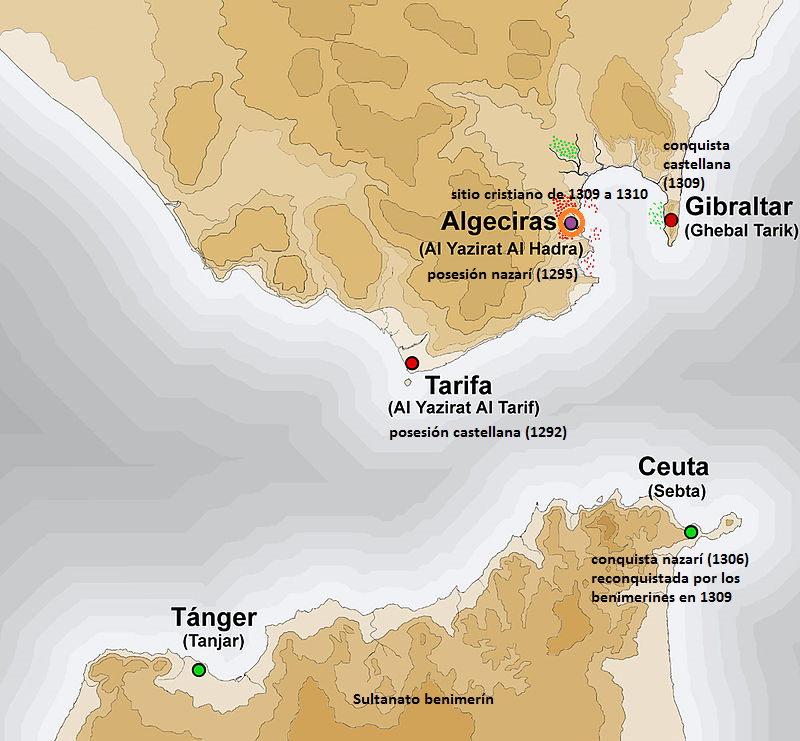
1306 a 1310.
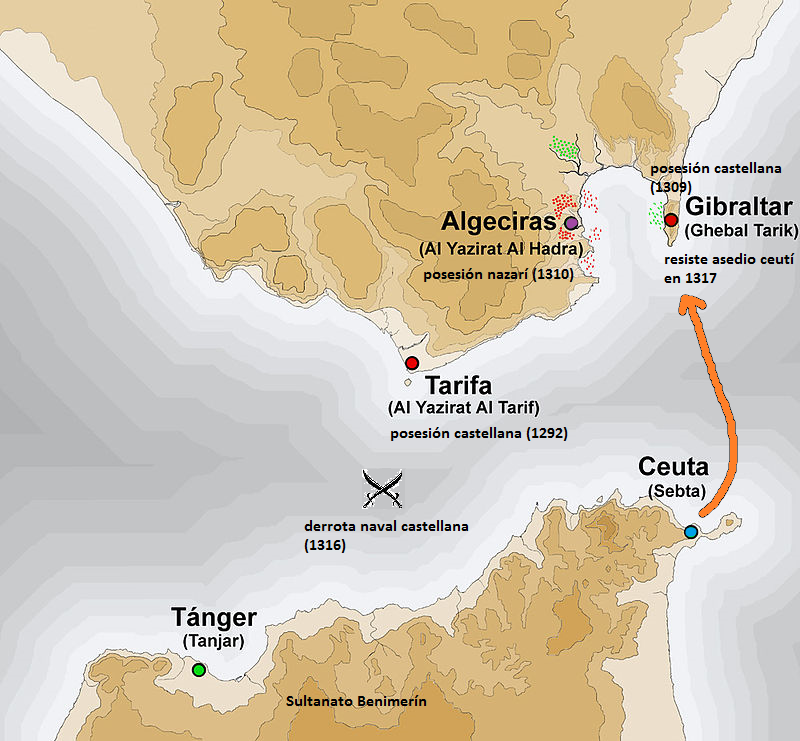
1310 a 1329.
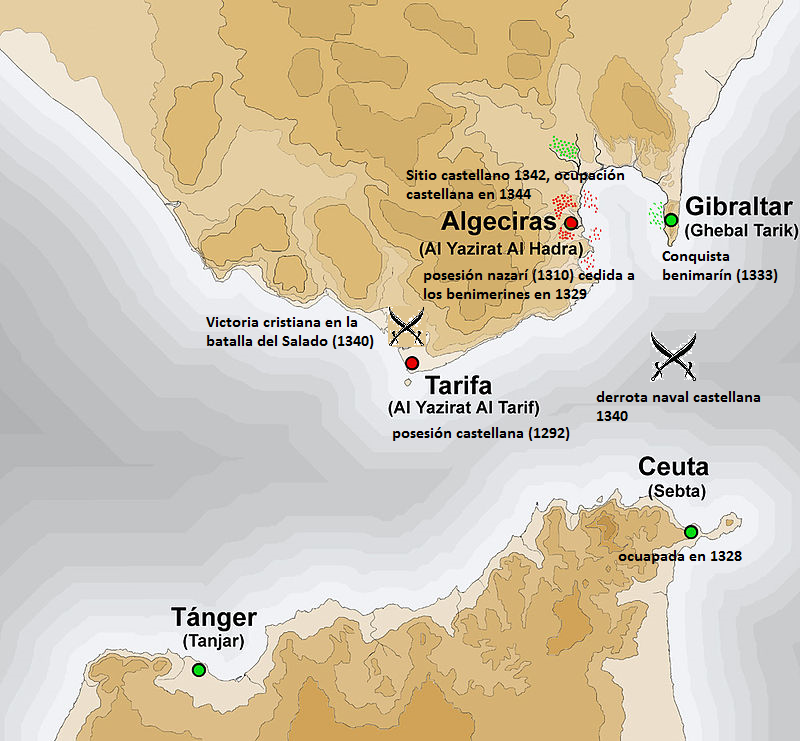
1329 a 1350.